# Urgleptes prolixus
Urgleptes prolixus là một loài bọ cánh cứng trong họ Cerambycidae.